# Chris Cox Megamix
«Chris Cox Megamix» es un megamix incluido en la versión limitada del álbum recopilatorio Greatest Hits: My Prerogative de la cantante estadounidense Britney Spears. Fue lanzado como sencillo promocional a finales del 2004 en Filipinas y Taiwán. En octubre de 2018, la OCC reportó que en el Reino Unido era la undécima canción más exitosa de Spears que no fue publicada como sencillo.

## Información delmegamix
El megamix de Chris Cox contiene las siguientes canciones (no en este orden):
- ...Baby One More Time
- (You Drive Me) Crazy
- Oops!... I Did It Again
- Stronger
- I'm a Slave 4 U
- Overprotected
- Toxic
- Everytime
- Outrageous (en la versión especial de dos discos no aparece, en otros si)

## Video
El vídeo del megamix es una combinación de los vídeos de las canciones incluidas en él, a excepción de Overprotected y al final aparece una animación de todos sus videos sin Born to Make You Happy y My Prerogative.
- ...Baby One More Time
- (You Drive Me) Crazy
- Oops!... I Did It Again
- Stronger
- I'm a Slave 4 U
- Toxic
- Everytime

## Posiciones
| Chart (2004)     | Posición |
| ---------------- | -------- |
| Chile Top 40     | 1 (2 sm) |
| Filipinas Top 20 | 1 (4 sm) |
| Indonesia Chart  | 14       |